# Nová Ves (Karlovy Vary)
Nová Ves é uma comuna checa localizada na região de Karlovy Vary, distrito de Sokolov‎.